# 프레일리시

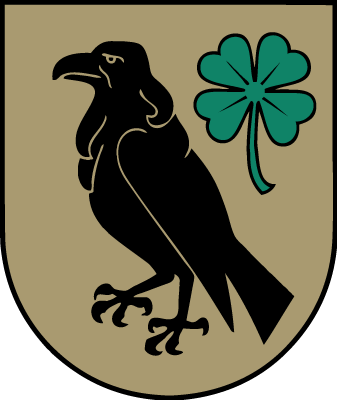
시 문장

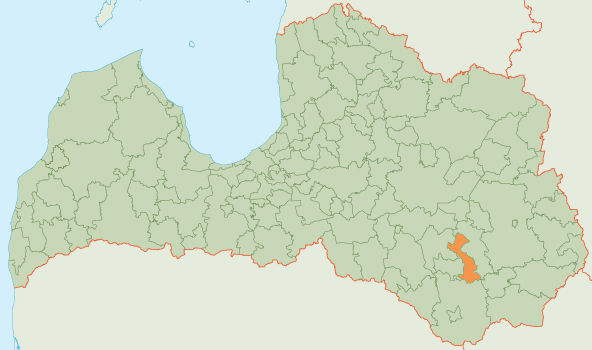
프레일리 시의 위치

프레일리시(라트비아어: Preiļu novads)는 라트비아의 지방 자치체로 행정 중심지는 프레일리이며 면적은 365.3km2, 인구는 11,973명(2009년 기준), 인구 밀도는 33명/km2이다. 1개 도시, 4개 교구를 관할한다.

## 같이 보기
- 라트비아의 행정 구역